# 蕨
蕨（學名：Pteridium aquilinum subsp. japonicum），俗称蕨菜、拳头菜、龍頭菜，是欧洲蕨的一个亚种，分布于东亚、北亚以及东欧。《中国植物志》误将美洲蕨（學名：Pteridium aquilinum subsp. latiusculum）的学名用于本亚种。
其嫩叶可以食用；根部可以提取澱粉食用，做成蕨根粉、蕨根糍粑。在中國、日本、韓國都有食用。蕨菜含有致癌的原蕨苷，食用地区致癌率相应较高。虽然经过处理、烹饪可大幅减少原蕨苷含量，但是并不能完全去除。生长在水源周围时也会导致污染。

## 延伸阅读
[在维基数据编辑]

## 外部連結
- 蕨 Jue （页面存档备份，存于） 藥用植物圖像資料庫 (香港浸會大學中醫藥學院) （繁體中文）（英文）